# Robin’s Reign
Robin’s Reign ist das Debütalbum von Robin Gibb, eingespielt und erschienen während seiner kurzzeitigen Trennung von den Bee Gees.

## Produktion
Einige Tage bevor Robin Gibb offiziell seinen Austieg von den Bee Gees erklärte, hatte er gemeinsam mit Bruder Maurice Gibb im De Lane Lea Studio die Aufnahmen für sein Soloalbum begonnen. So entstanden unter anderen die erste Single Saved By The Bell, das er schon für das Bee Gees-Album Odessa geschrieben hatte, sowie Mother and Jack, das zur B-Seite der Debütsingle wurde, die bereits im Juni 1969 erschien.
Nachdem der Ausstieg offiziell war, begann Robin Gibb die meisten Instrumente selbst zu spielen, überließ lediglich die Arrangements dem britischen Orchesterleiter Kenny Clayton (für einige frühe Aufnahmen bekam Robin Gibb zusätzlichen Unterstützung von dem Musiker Zack Lawrence) und setzte statt eines Schlagzeugers eine recht simple und frühe Version einer elektronischen Drum-Maschine ein.
Wegen einer gerichtlichen Auseinandersetzung mit Manager Robert Stigwood, der Robin Gibb nicht aus seinem Vertrag entlassen wollte, ruhten die Aufnahmen bis September 1969. Mit Vic Lewis und einem Managementvertag mit NEMS in der Tasche, konnte Robin Gibb dann im September seine Arbeit wieder aufnehmen. Ende Oktober waren alle Songs für das Album fertiggestellt.
Bis auf Saved By The Bell wurden alle Songs des Albums 1969 komponiert.
Das Album schaffte es in Deutschland auf Platz 19 der Albumcharts und platzierte sich damit vor dem etwa zeitgleich erschienenem Bee Gees-Album »Cucumber Castle«.

### Stil
Da Robin Gibb selbst eigentlich kein Instrument professionell beherrschte, beschränkte er sich auf seine Möglichkeiten an der Gitarre und vor allem an der Orgel. Zusätzlich setzte er eine minimalistische Rhytmusmaschine ein. Die damit entstandenen kargen, eher an Demos erinnernden Aufnahmen, wurden von seinen Arrangeuren mit üppigen Orchesterpassagen versehen, was dem Album eine ganz eigene introspektive, teils skurrile lo-fi-artige Qualität verlieh, die man von Alben der Bee Gees nicht kannte. Alleine die immer wieder zwischen Melancholie und Drama wechselnde Stimmung kannte man von früheren Werken. Einige Titel wie Mother and Jack oder Farmer Ferdinand Hudson zeigen verspielte, fast märchenhafte Texte und ungewöhnliche Songstrukturen. Dabei kreisen die Texte oft um Verlust, Einsamkeit und Rückzug – ein Spiegel von Robins emotionalem Zustand nach dem Bruch mit seinen Brüdern.

### Mitwirkende
- Arrangeur: Kenny Clayton, Zack Laurence
- Dirigent: Kenny Clayton, Vic Lewis
- Piano, Bass: Maurice Gibb

## Titelliste
alle Songs komponiert von Robin Gibb
- A1. August October
- A2. Gone Gone Gone
- A3. The Worst Girl in Town
- A4. Give Me a Smile
- A5. Down Came the Sun
- A6. Mother and Jack
- B1. Saved by the Bell
- B2. Weekend
- B3. Farmer Ferdinand Hudson
- B4. Lord Bless All
- B5. Most of my Life
- B6. One Million Years

## Ausgaben
Das Album erschien 1970 bei Polydor, in den USA jedoch auf Atco, einem Sublabel von Atlantic Records. 1978 wurde es auf RSO Records wiederveröffentlicht. 1983 war es Teil des 17 LPs umfassenden Box-Sets Bee Gees.
1992 erschien das Album auf dem Karussell Billiglabel Spectrum, das zur Polydor gehörte auf Compact Disc. Seit 2011 ist es in Europa digital verfügbar. 2015 war es Teil des posthum veröffentlichten 3CD-Box Sets »Saved By The Bell - Collected Works 1968-1970«
- 1970: Polydor 184 363 (LP)
- 1978: RSO 2479 219 (LP)
- 1992: Karussell Spectrum 847 914-2 (CD)
- 2015: »Saved By The Bell - Collected Works 1968-1970« Reprise 081227954574 (3CD)

## Rezeption
Während die Single Saved By The Bell sich in Europa sehr gut verkaufte und in Deutschland, der Schweiz und Österreich Platz 3 erreichte, konnten die weiteren Singles One Million Years (November 1969) und August October (März 1970) diesen Erfolg nicht wiederholen. Das Album selbst konnte sich alleine in Deutschland in den Albumcharts platzieren, wo es im März 1970 auf Platz 19 seine höchste Position erreichte.

## Trivia
One Million Years erschien nur in Europa (außer in Großbritannien) als letzter Titel auf Seite 2. Der Titel Farmer Ferdinand Hudson ist eigentlich der letzte Teil des 12-minütigen Titels Hudson’s Fallen Wind, der 2015 auf »Saved By The Bell - Collected Works 1968-1970« veröffentlicht wurde. Mit Agosto Ottobre und Un Milione De Ani sang Robin Gibb die zweite und dritte Single das Albums auch in italienischer Sprache ein. Der Rechtsstreit mit Robert Stigwood, der Robin Gibb nicht aus seinem Vertrag entlassen wollte, ohne die Rechte an dessen zukünftigen Aufnahmen zu erhalten, zwang Robin Gibb im Sommer 1969 einige Titel unter dem unverdächtigen Pseudonym Robin Gibb Orchestra and Chorus aufzunehmen. Auch Maurice und Barry Gibb planten Solokarrieren nach dem Ende der Bee Gees. Beide brachten 1970 wenig erfolgreich jeweils eine Single auf den Markt.

## Sing Slowly Sisters
Noch vor Veröffentlichung von Robin’s Reign Ende Februar 1970 befand sich Robin Gibb erneut im Studio, um Titel für sein zweites Album Sing Slowly Sisters aufzunehmen. Die meisten Titel wurden im Januar und Februar 1970 erneut mit Kenny Clayton als Arrangeur eingespielt. Seit den 1990er Jahren waren die Aufnahmen immer wieder Gegenstand inoffizieller Veröffentlichungen mit wechselnden Titeln und Inhalt. Eine von einer Test-Acetat-Pressung 1970 übernommene Titelliste, legt folgende elf Songs für eine mögliche Veröffentlichung nahe:
- A1. Life
- A2. I’ve Been Hurt
- A3. Irons in the Fire
- A4. Cold be my Days
- A5. Avalanche
- B1. Make Believe
- B2. All’s Well that Ends Well
- B3. Very Special Day
- B5. Sing Slowly Sisters
- B6. C'est la vie, au Revoir[6]

Im 2015 von Andrew Sandoval produzierten Boxset »Saved By The Bell - Collected Works 1968-1970« widmet sich die zweite CD den Sessions zum Album und listet 7 weitere Titel auf.
- Everything is How You See Me
- Engines Aeroplanes
- The Flag I Flew
- Return To Austria
- Great Caesar’s Ghost
- Loud And Clear
- Why not Cry Together

## Bibliografie
- Die ultimative Biografie der Bee Gees: Geschichten der Brüder Gibb von Melinda Bilyeu, Hector Cook, Andrew Môn Hughes, mit Joseph Brennan und Mark Crohan. Starcluster Verlag, Balve, 2007, ISBN 978-3-925005-66-4.
- The Essential Rock Discography von Martin C. Strong, Canongate Books, 2006, ISBN 978-1-84195-985-6.
- Robin Gibb und die Bee Gees von André Bosse, hannibal 2011, ISBN 978-3-85445-333-8.
- Bee Gees The Day-By-Day Story, 1945-1972 von Andrew Sandoval, Retrofuture 2012, ISBN 978-0-943249-08-7.